# 里金鎮區 (北達科他州本森縣)
里金鎮區（英語：Riggin Township）是位於美國北達科他州本森縣的一個鎮區。

## 地方資料
里金鎮區的面積為123.99平方千米，當中陸地面積為120.67平方千米，而水域面積為3.32平方千米。根據2010年美國人口普查的數據，當地共有人口47人，而人口密度為每平方千米0.38人。